# وزارة الخارجية والهجرة وشئون المصريين بالخارج
وزارة الخارجية والهجرة وشؤون المصريين بالخارج هي الوزارة المسؤولة عن علاقات مصر الخارجية والتعبير عن السياسة الخارجية المصرية وحماية مصالح الدولة المصرية ومصالح المواطنين المصريين بالخارج، فضلاً عن تمثيل الدولة المصرية لدى الدول الأخرى والمنظمات الدولية. يقع مقر الوزارة في العاصمة الإدارية الجديدة، الوزير الحالي هو السفير بدر عبد العاطي.
تختص الوزارة بكافة مجالات العمل الدبلوماسي الخارجي وحماية مصالح الدولة المصرية ومصالح المواطنين المصريين بالخارج كما تقوم بجذب الاستثمارات الأجنبية ونشر الوعي بالثقافة المصرية.

## التاريخ
يعود تاريخ الوزارة إلى النصف الأول من القرن التاسع عشر في عهد الوالي محمد علي باشا، لم تكن وزارة بالمعنى المعروف حاليًا وإنما كانت ديوان يهتم بشؤون «التجارة والمبيعات»، وعُرفت باسم «ديوان الأمور الإفرنكية» وكانت مهامها تنحصر في نظر معاملات العامة ومسائل التجارة.
مع قيام الحرب العالمية الأولى، وإلغاء السيادة العثمانية على مصر وفرض الحماية البريطانية عليها في أواخر عام 1914، تم إلغاء «نظارة الخارجية» كرمز للسيادة المصرية الخارجية. ولم تتبلور ملامح الدبلوماسية المصرية في شكلها الحديث إلا بحلول 15 مارس 1922، مع إعادة إنشاء وتأسيس وزارة الخارجية المصرية بمعناها الحالي، وكان أحمد حشمت باشا وزيراً للخارجية وقام بتأسيس الهيكل التنظيمي للوزارة حيث قام بإيفاد مبعوثين دبلوماسيين إلى الخارج، كما أصدر أول مرسوم خاص بالنظام القنصلي عام 1925 وكذلك المرسوم الخاص بنظام الوظائف السياسية.
كان لقيام ثورة 23 يوليو أثر بالغ في التحولات التي شهدها الهيكل التنظيمي للوزارة وذلك مواكبة للتحولات الكبرى على الساحة الدولية في تلك الفترة. كما كان لها تأثير كبير في وضع حجر الأساس لتنظيم العمل الدبلوماسي المصري حتى الآن: ففي 21 سبتمبر 1955، صدر القانون 453 لتحديد مهام الوزارة في تنفيذ السياسة الخارجية لمصر وكافة الشؤون المتعلقة بها والاهتمام بعلاقات مصر مع الحكومات الأجنبية والمنظمات الدولية ورعاية مصالح المصريين هذا إلى جانب إصدار الجوازات الدبلوماسية ومتابعة مسائل الحصانات والإعفاءات الدبلوماسية.

## يوم الدبلوماسية المصرية
تحتفل وزارة الخارجية يوم 15 مارس من كل عام بيوم الدبلوماسية المصرية والذي يتوافق مع ذكرى عودة عمل وزارة الخارجية المصرية بعد إعلان الاستقلال عن بريطانيا في 22 فبراير 1922 وذلك إثر إلغاء وزارة الخارجية المصرية لمدة سبع سنوات بعد إعلان الحماية البريطانية على مصر عام 1914 باعتبارها أحد أهم مظاهر السيادة والاستقلال.

## المنشآت التابعة
- الوكالة المصرية للشراكة من أجل التنمية: أنشئت الوكالة بقرار رئيس مجلس الوزراء رقم 959 لسنة 2013 بدمج «الصندوق المصري للتعاون الفني مع دول الكومنولث والدول الإسلامية والدول المستقلة حديثاً» و«الصندوق المصري للتعاون الفني مع إفريقيا».[2] وعين أول أمين عام للوكالة وهو السفير حازم فهمي في 7 مايو 2014.
- معهد الدراسات الدبلوماسية: يعد معهد الدراسات الدبلوماسية الأكاديمية التدريبية التابعة لوزارة الخارجية والمسؤول عن إعداد وتخريج الدبلوماسيين المصريين بمجرد التحاقهم بالعمل بالسلك الدبلوماسي والقنصلي المصري، كما يقوم المعهد أيضاً بتنظيم دورات تدريبية للدبلوماسيين من دول أخرى خصوصاً من الدول العربية والأفريقية، نظراً لما يتمتع به المعهد من سمعة طيبة وعراقة بين أقرانه على مستوى العالم.
- مركز المعلومات الدبلوماسية.
- مركز القاهرة الدولي لتسوية النزاعات وحفظ وبناء السلام.
- النادي الدبلوماسي المصري.[3]
- اللجنة الوطنية التنسيقية لمنع ومكافحة الهجرة غير الشرعية والاتجار بالبشر (تتبع رئيس الوزراء ومقرها وزارة الخارجية).[4]
- الهيئة العامة لصندوق تمويل مباني وزارة الخارجية.[5]

## الوزراء

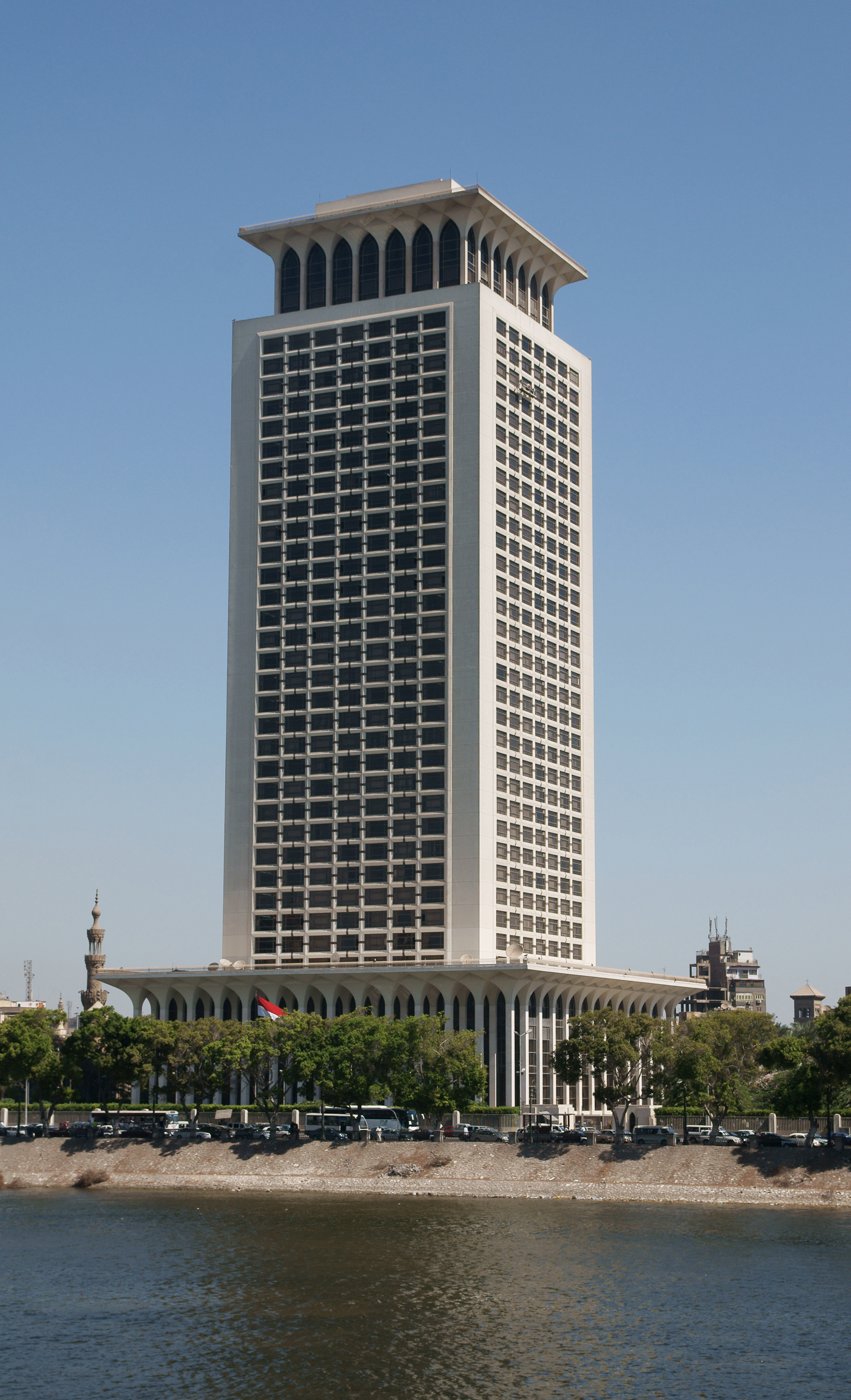
مبنى وزارة الخارجية القديم

| الصورة | الوزير         | المدة                         |
| ------ | -------------- | ----------------------------- |
|        | بدر عبد العاطي | 3 يوليو 2024 - حتي الآن       |
|        | سامح شكري      | 17 يونيو 2014 - 2 يوليو 2024  |
|        | نبيل فهمي      | 16 يوليو 2013 - 8 يونيو 2014  |
|        | محمد كامل      | 18 يوليو 2011 - 16 يوليو 2013 |
|        | محمد العرابي   | 6 يونيو 2011 - 16 يوليو 2011  |
|        | نبيل العربي    | 7 مارس 2011 - 15 مايو 2011    |
|        | أحمد أبو الغيط | يوليو 2004 - مارس 2011        |
|        | أحمد ماهر      | 15 مايو 2001 - يوليو 2004     |
|        | عمرو موسى      | 20 مايو 1991 - 15 مايو 2001   |